# Келпи
Келпи, или водени келпи (шкотски гелски: Each-Uisge), је дух који мења облик који настањује језера у шкотском фолклору. Обично се описује као створење налик белом или сивом коњу, способно да усвоји људски облик. Неки извештаји наводе да келпи задржава копита када се појављује у људском обличју, што доводи до његове повезаности са хришћанском идејом Сатане, на шта алудира Роберт Бернс у својој песми „Обраћање ђаволу“ из 1786.
Скоро свака већа водена површина у Шкотској има и причу о келпију, али најопширније је документована она о Лох Несу. Келпи има парњаке широм света, као што су германски никие, вихвин из Јужне Америке и аустралијски банјип. Порекло наратива о том створењу је нејасно, али практична сврха држања деце подаље од опасних делова воде и упозорења младих жена да буду опрезне према згодним странцима забележена је у секундарној литератури.
Келпији су приказани у својим различитим облицима у уметности и књижевности.

## Етимологија
Етимологија шкотске речи kelpie је неизвесна, али може да потиче од галске calpa или cailpeach, што значи „јуница“ или „ждребе“. Прва забележена употреба термина за описивање тог митолошког створења, тада написана kaelpie, појављује се у рукопису оде Вилијама Колинса, састављене нешто пре 1759. и репродуковане у Transactions of the Royal Society of Edinburgh из 1788. године. Имена места Келпие хоалл и Келпие хоолл пријављена су у Речнику старијег шкотског језика као да се појављују у градским записима из 1674. године за Кирккадбрајт.

## Народна веровања
Келпи је најчешћи водени дух у шкотском фолклору, а име се појављује у неколико различитих облика у наративима забележеним широм земље. Крајем 19. века дошло је до појаве интересовања за преписивање фолклора, а записивачи су били недоследни у писању и често англицизованим речима, што је могло резултирати различитим називима за исто биће.
Коментатори се не слажу око воденог станишта келпија. Фолклористи који келпије дефинишу као духове који живе поред река, за разлику од келтског воденог коња који живи на језерима (агиски), укључују свештеника из 19. века из Тири Џона Грегорсона Кембела и писце из 20. века Луиса Спенса и Кетрин Бригс. Међутим, ова разлика се не примењује универзално; Сер Валтер Скот, на пример, тврди да се домет келпија може проширити до језера. Мекилопов речник помирује неслагање, наводећи да се келпи „у почетку сматрало да насељава... потоке, а касније и било које водено тело.“
Други повезују појам келпи са широким спектром легендарних створења.
Келпији имају способност да се трансформишу у обличја које нису коњи, и могу да поприме спољашњи изглед људских фигура, у ком изгледу могу да одају своју праву природу присуством воденог корова у коси. Други извештаји описују келпија када се појављује у људском облику као „грубог, чупавог човека који скаче иза усамљеног јахача, хватајући га и гњечећи га“, или као да раздире и прождире људе.

## Порекло
Према Дереку Гату Витлију (1911), повезаност са коњима можда има корене у жртвовању коња у древној Скандинавији. Приче о злонамерним воденим духовима служиле су практичној сврси држања деце подаље од опасних подручја воде и упозорења адолесценткињама да буду опрезне према привлачним младим странцима. Приче су такође коришћене за спровођење моралних стандарда, јер су имплицирале да створења примају одмазду за лоше понашање које се спроводи недељом. Интервенција демона и духова је вероватно била начин да се рационализује утапање деце и одраслих који су случајно упали у дубоку, брзу или узбуркану воду.
Историчар и симболог Чарлс Милтон Смит претпоставио је да би мит о келпију могао да потиче од излива воде који се може формирати на површини шкотских језера, остављајући утисак живог облика док се крећу преко воде.  Сир Валтер Скот алудира на слично објашњење у својој епској песми Дама од језера (1810), која садржи редове
He watched the wheeling eddies boil,

Till from their foam his dazzled eyes

Beheld the River Demon rise:
у којој Скот користи „речни демон“ да означи „келпи“.  Скот је такође можда наговестио алтернативно рационално објашњење тако што је издајничку област живог песка назвао „Келпијев ток“ у свом роману Ламермурска невеста (1818).

## Уметничке представе
Пиктско камење које датира од 6. до 9. века са оним што је названо Пиктска звер може бити најранији приказ келпија или створења налик келпију.
Викторијански уметник Томас Мили Доу скицирао је келпија 1895. као меланхоличну тамнокосу девојку балансирану на стени, уобичајени приказ уметника тог периода. Други прикази приказују келпије као девојке поред базена, као у Драперовом уљу на платну из 1913. године. Фолклористкиња Никола Бовн је сугерисала да су сликари као што су Мили Доу и Дрејпер намерно игнорисали раније приче о келпију и поново га измислили мењајући његов пол и природу.
Две челичне скулптуре од 30 метара у Фалкирку на каналу Форт и Клајд, назване Келпиес, позајмљују име митског створења да се повезују са снагом и издржљивошћу коња; Дизајниран од стране вајара Ендија Скота, изграђени су као споменици индустријског наслеђа Шкотске на коњски погон. Изградња је завршена у октобру 2013, а скулптуре су отворене за јавни приступ од априла 2014. године.